# 生路村
生路村（いくじむら）は、かつて愛知県知多郡にあった村。現在の東浦町生路に該当する。

## 沿革
生路村は江戸時代に成立した村であるが、明治時代初期から隣村の「石浜村」との合併・分立を繰り返している。その詳細は生浜村を参照。
- 1892年5月 - 生浜村が分立し、生路村と石浜村が発足。
- 1906年5月1日 - 森岡村の一部、緒川村、石浜村、藤江村と合併し、東浦村が発足。同日、生路村は廃止。

## 教育
- 生路村生路尋常小学校（現・東浦町立生路小学校）